# William Northcott
William Allen Northcott, né le 28 janvier 1854 à  Murfreesboro (Tennessee) et mort le  25 janvier 1917 à Excelsior Springs (Missouri), est un homme politique américain et ancien gouverneur adjoint républicain de l'Illinois. 

## Biographie
Northcott est né à Murfreesboro dans le Tennessee. Sa famille a été contrainte d'émigrer dans l'Illinois en raison des sympathies du père pour le Nord. Admis au barreau en 1877, William Northcott a servi comme procureur du comté de Bond de 1882 jusqu’à 1891, année où il fut nommé par le président Benjamin Harrison pour siéger au conseil d'administration de l'académie navale d'Annapolis, où il a donné au discours lors des cérémonies[pas clair].